# Chris James
Chris James, né le 4 juillet 1987 à Wellington, est un footballeur international néo-zélandais évoluant au poste de milieu offensif.

## Biographie
Il est sélectionné pour la première fois en équipe de Nouvelle-Zélande de football en 2006 et fait partie du groupe des vingt-trois sélectionnés pour la Coupe des confédérations 2009. Il évolue depuis juillet 2014 au CS Sedan Ardennes.